# Cañasgordas
Cañasgordas – miasto w Kolumbii, w departamencie Antioquia.